# Ain Lahsan
Ain Lahsan  (in arabo عين لحصن‎?) è un centro abitato e comune rurale del Marocco situato nella provincia di Tétouan, regione di Tangeri-Tetouan-Al Hoceima. Conta una popolazione di 6 742 abitanti (censimento 2014).